# 地方债券
地方政府债券（简称地方债券），是一个国家的地方政府发行并负责偿还的债券。

## 分类
地方债券按资金用途和偿还资金来源分类，可分为一般债券（也称为普通债权）和专项债券（也称为收益债券）。

## 部分国家

### 中华人民共和国
20世纪50年代至60年代初，中华人民共和国政府除了发行国债券外还发行过地方债券，1981年中华人民共和国政府恢复发行公债债券制度后一直到2009年只发行国债券没有发行过地方债券，2009年4月3日，新疆维吾尔自治区政府债券（一期）在上海证券交易所上市，这是中华人民共和国政府在文化大革命后首次发行地方债券。

#### 置换债券
2015年至2018年底发行12.2万亿元置换债券来置换隐性债务。2019年发行1600亿置换债，主要是用于辽宁、贵州、内蒙古、湖南、甘肃、云南六省份建制县区隐性债务化解试点工作。

#### 再融资债券
再融资债券是资金用于偿还存量债务的地方再融资债券。分为：
- 普通再融资债：资金用于偿还到期政府一般债券和专项债券本金而发行的地方政府债券。即为“借新还旧”债券，不能直接用于项目建设。[2]
- 特殊再融资债券：资金用于置换存量债务。“开正门，堵后门”。从2020年12月起发行。第一阶段至2021年9月在29个地区开展了建制县区隐性债务置换化解，额度为6128亿。第二阶段从2021年10月起至2022年6月，在广东、北京、上海开展全域隐性债务清零试点，额度为5042亿元。[3]

### 美国
美国的地方债券由州政府、郡政府、市政府、区政府所属的某些部门和管理局发行。其利息免稅。

### 日本
日本的地方债券由一般地方公共团体和特殊地方公共团体发行，前者是指郡政府、道政府、府政府、县政府、市政府、镇政府、村政府，后者是指特别地区、地方公共团体联合组织、开发事业团等。